# Abraham Haas
Abraham Haas (1847 - 8 de agosto de 1921) fue un empresario estadounidense, cofundador de Hellman, Haas & Co. (que se convirtió en Smart & Final) y patriarca de la familia Haas.

## Biografía
Haas nació en una familia judía en Reckendorf, Reino de Baviera, en 1847 e inmigró a Portland, Oregón, a los 16 años, donde trabajó en una tienda de comestibles fundada por sus primos, Charles, Samuel y Kalman Haas. Luego se mudó a Los Ángeles, donde cofundó la tienda de comestibles y medicamentos al por menor, Hellman, Haas and Company, con su hermano Jacob y sus socios, Herman W. Hellman (hermano del banquero Isaias W. Hellman) y Bernard Cohn (quien luego sería alcalde de Los Ángeles). Con sus ganancias, fundó las primeras empresas de molienda de harina y almacenamiento en frío en Los Ángeles, la Capital Milling Company, así como varias empresas de electricidad y gas. En la década de 1880, Jacob Baruch compró a los demás socios y la empresa cambió su nombre a Haas, Baruch & Co. en 1889. La compañía fue pionera en el concepto de "pago y llevas" en Los Ángeles (antes, los empleados reunían los comestibles para los clientes) y para 1895, beneficiándose del rápido crecimiento de la población en la región gracias a la construcción del acueducto de Los Ángeles, el descubrimiento de petróleo en Long Beach y la apertura del Canal de Panamá, la compañía tenía ventas por $2 millones. Haas se convirtió en uno de los principales filántropos de la ciudad en ese momento. Se mudó a San Francisco en 1900, donde fundó Haas Wholesale Grocers y fue director de Wells Fargo Bank, San Francisco Savings & Loan Company, California Insurance League y Union Sugar Company.
Haas fue benefactor de la Eureka Benevolent Society (más tarde Jewish Family Service), la Federación de Caridades Judías y la Pacific Orphans' Asylum and Home Society.

## Vida personal
Haas se casó con Fanny Koshland, hija de Simon Koshland, uno de los principales comerciantes de lana de San Francisco, con quien tuvo cuatro hijos: Charles Haas (n. 1888), Walter A. Haas Sr. (n. 1889) (casado con Elise Fanny Stern, hija de Sigmund Stern, sobrino de Levi Strauss y nieta de David Stern), Ruth Haas Lilienthal (n. 1891) (casada con Philip N. Lilienthal Jr., hijo del banquero Philip N. Lilienthal y nieto del rabino Max Lilienthal) y Eleanor Haas Koshland (n. 1900) (casada con su primo Daniel E. Koshland Sr., hijo de su tío materno, Marcus Koshland).